# Manfred Wolf (Rechtswissenschaftler)
Manfred Wolf (* 5. Januar 1939 in Ulm; † 1. Juni 2007 in Nashville) war ein deutscher Rechtswissenschaftler.

## Leben und Wirken
Nach dem Studium in Tübingen und München legte Manfred Wolf 1962 in Tübingen das erste juristische Staatsexamen ab. Während seiner Assistententätigkeit bei Fritz Baur folgte 1965 seine Promotion bei Ludwig Raiser mit der Arbeit über Die dinglichen Gesamtrechte. 1966 legte er das zweite Staatsexamen ab. 1970 habilitierte er sich bei Fritz Baur mit der Arbeit über Rechtsgeschäftliche Entscheidungsfreiheit und vertraglichen Interessenausgleich. Diese Arbeit bildete den Auftakt einer Reihe von Publikationen zur Vertragsfreiheit.
Nach Lehrstuhlvertretungen an den Universitäten in Berlin und Frankfurt wurde Manfred Wolf 1972 ordentlicher Universitätsprofessor für Bürgerliches Recht, Zivilprozessrecht und Arbeitsrecht an der Goethe-Universität Frankfurt am Main und blieb dort bis zu seiner Emeritierung 2004. Neben seiner Professur war Wolf in den Jahren 1977 bis 1999 am Oberlandesgericht Frankfurt am Main als Richter tätig und hielt im Jahre 1978 Vorlesungen als Gastprofessor an der Universität Kōbe. Im Jahre 1994 hielt er Vorlesungen als Gastprofessor an der University of Florida. Nach seiner Emeritierung war Wolf als Rechtsanwalt in Frankfurt am Main tätig.
Wolfs Arbeitsschwerpunkte lagen vor allem im allgemeinen Teil des BGB sowie dem Allgemeinen Schuldrecht und dem Sachenrecht. Exemplarisch hierfür steht seine jahrelange Kommentatorenschaft im Soergel sowie sein sehr erfolgreiches Lehrbuch zum Sachenrecht.
Akademische Schüler Wolfs sind Hanno Berger, Thomas Pfeiffer, Jochen Marly und Jens Dammann.

## Schriften
- Die dinglichen Gesamtrechte, 1965 (Dissertation).
- Das Anerkenntnis im Prozessrecht, 1969.
- Rechtsgeschäftliche Entscheidungsfreiheit und vertraglicher Interessenausgleich, 1970 (Habilitationsschrift).
- Die Klagebefugnis der Verbände, 1971.
- mit Volker Beuthien/Walther Hadding/Alexander Lüderitz/Dieter Medicus: Studienkommentar zum BGB, 1975, 2. Auflage 1979.
- Sachenrecht, 1976, 18. Auflage 2002.
- Allgemeine Grundsätze des Kündigungsrechts und des Kündigungsschutzrechts. 1981, 3. Auflage 1989.
- mit Karl Larenz: Allgemeiner Teil des deutschen Bürgerlichen Rechts. 1989, 8. Auflage 1997, 9. Auflage 2004.